# Al-Salman District
Al-Salman District är ett distrikt i Irak.   Det ligger i provinsen Al-Muthanna, i den södra delen av landet, 300 km söder om huvudstaden Bagdad.